# Yin Hang
Yin Hang (China, 7 de febrero de 1997) es una atleta china, especialista en la prueba de 50 km marcha, con la que ha logrado ser subcampeona mundial en 2017.

## Carrera deportiva
En el Mundial de Londres 2017 gana la medalla de plata en 50 km marcha, quedando por detrás la portuguesa Inês Henriques y por delante de su compatriota la también china Yang Shuqing.